# عدس الهملايا
عدس الهملايا (الاسم العلمي:Lens himalayensis) هو نوع من النباتات يتبع جنس العدس من الفصيلة البقولية. وصفه فريدريك كريستوف فيلهلم أليفيلد.